# Michel Chartier de Lotbinière
Pour les articles homonymes, voir Lotbinière.
Michel Chartier de Lotbinière, Marquis de Lotbinière, (1723-1798), Seigneur de Lotbinière,  de Rigaud, de Vaudreuil, Rigaud-De Vaudreuil, de Villechauve, d'Hocquart et d'Alainville en Nouvelle-France, au Québec.

## Biographie

### Formation
Michel Chartier de Lotbinière est né au sein de la famille Chartier de Lotbinière dont l'arrière grand-père Louis-Théandre Chartier de Lotbinière émigra au Canada en 1651.
Après avoir fait des études au Collège des Jésuites, il devient officier dans les compagnies franches de la marine et en 1746, il servit dans les campagnes militaires en Acadie. Remarqué pour son courage, le comte de La Galissonière le fait monter de grade militaire et l'envoie en mission de reconnaissance territoriale qui lui permet de rencontrer le botaniste suédois Pehr Kalm à Montréal alors que celui-ci est en route pour Québec. Cette mission exige de prendre des mesures de longitude et de latitude tout le long de son périple entre Québec et Michillimakinac.
En 1747, il épouse Louise-Madeleine Chaussegros de Léry, fille de l'ingénieur en chef pour la Nouvelle-France, Gaspard-Joseph Chaussegros de Léry.
Parrainé par La Galissonière, Michel Chartier de Lotbinière reçut une formation militaire particulière en France puisqu'il ne sera pas formé à l'École royale du génie de Mézières comme le voulait la réforme de la formation des ingénieurs menée par le comte Marc-Pierre de Voyer de Paulmy d'Argenson. Il reçoit sa formation d'ingénieur probablement à l'université de Paris avec comme professeur Jean-Antoine Nollet avec qui il continue de communiquer du Canada entre autres concernant les théories sur l'électricité de Benjamin Franklin avec qui il est en communication depuis le 10 mars 1755. Il reçoit sa formation d'artilleur à l'École Royale d'Artillerie de La Fère et fait son stage pratique dans les forteresses de Thionville, Metz et Luxembourg (ville).
En 1748, le couple a un fils, Michel-Eustache-Gaspard-Alain Chartier de Lotbinière, qui devient Président de la Chambre des communes du Bas-Canada.

### Ingénieur militaire en Nouvelle-France

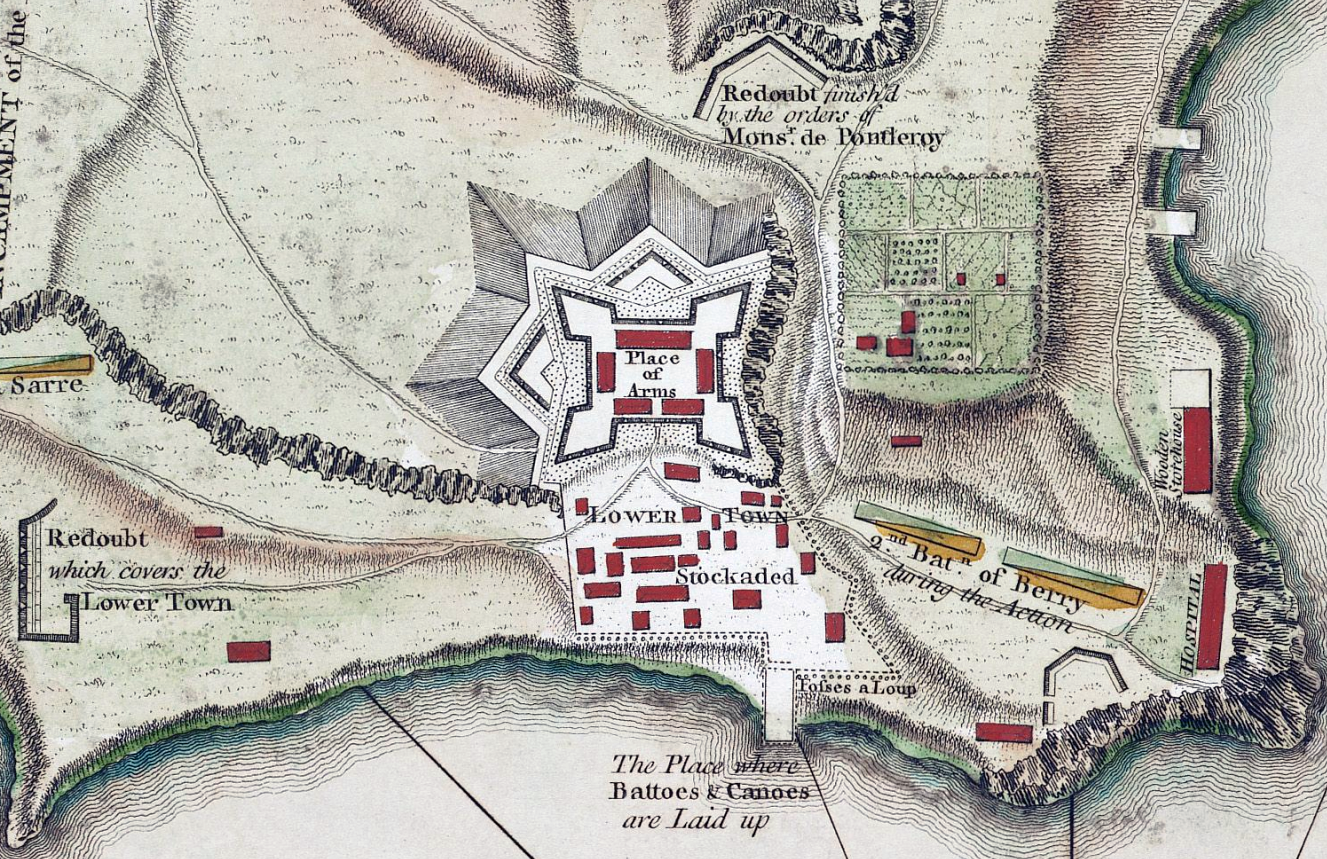
Détail de la carte de 1758 montrant le fort Carillon conçu par Lotbinière

En 1755, le marquis de Vaudreuil, gouverneur de la Nouvelle-France lui demande d'édifier un nouveau fort, le fort Carillon, au sud du lac Champlain à côté de la confluence avec la rivière La Chute et près du village amérindien de Ticonderoga.
Bien que promu capitaine en 1757, il fut refusé au poste d'ingénieur en chef de la Nouvelle-France qu'il avait sollicité après la mort de son beau-père. La Cour a plutôt nommé Nicolas Sarrebource de Pontleroy, ingénieur dans l'armée régulière française, qui ne tarda pas à entraver la carrière de Lotbinière, tel que l'envoi de rapports à Paris, l'accusant d'incompétence et de malversations, et de ruiner sa crédibilité auprès du ministère de la Marine. Cependant, Montcalm rend hommage à sa contribution pour sa victoire de Carillon et son cousin, le gouverneur Vaudreuil, lui donna la seigneurie d'Alainville qui entoure le Fort de Carillon.
Dans la perspective de la bataille de Québec, son cousin, gouverneur, l'employait à construire des défenses sur la ville de Québec. Pendant la bataille, il a servi comme aide de camp de Vaudreuil.
En 1760, il fut chargé de fortifier île-aux-Noix pour mettre un terme à l'avance britannique en provenance du sud, mais il fut forcé de revenir à Montréal.

### Après la conquête
Après la capitulation, il est déporté en France avec son fils de 12 ans parce qu'ils ont une commission d'officier du Roi et il doit laisser à Montréal sa femme et sa fille nouveau-née et attendre l'issue de la guerre.
Il tenta de reprendre une carrière militaire en France, mais sans succès. En 1763 il apprend que Louis XV a cédé le Canada aux Britanniques. Il s'en retourna au Canada qui s'appelle maintenant la Province de Québec. Mais auparavant il racheta les propriétés de Rigaud, Rigaud-Vaudreuil (Nouvelle-Beauce) et Vaudreuil appartenant à son cousin Vaudreuil qui s'était retiré en France dans son domaine de Normandie. Il achète aussi les seigneuries de Villechauve (Beauharnois) et de Hocquart (bord du lac Champlain, côté Vermont). Il fit construire un manoir, un moulin et l'église de Vaudreuil.
À court d'argent il fut forcé de vendre la seigneurie de Lotbinière à son fils en 1770. L'année suivante, son fils lui rachète ses propriétés de Vaudreuil, Rigaud et Rigaud de Vaudreuil.
Comme il n'arrive pas à récupérer ses deux propriétés qu'il possédait au sud de la frontière (Alainville et Hocquart), il se rend à Londres en 1772 pour plaider sa cause. En 1774 il participe au débat sur l'Acte de Québec et c'est lui qui trouve les arguments pour convaincre les parlementaires britanniques d'y inclure la Loi Française Coutume de Paris la langue française et la religion catholique. En 1776, le ministère du Commerce britannique rejeta ses demandes pour Alainville (là où se situait le Fort Carillon, à Ticonderoga) et lui offrit une subvention d'un montant égal de la terre au Québec en compensation pour sa perte de Hocquart. Il refusa le compromis et quitta la Grande-Bretagne, décidant de ne pas rester sujet britannique. Cette décision a sans doute un lien avec la naissance à Paris en 1774 d'un fils adultérin qu'il nomme Alain Chartier d'Alainville.
Il offrit ses services à la France et Charles Gravier de Vergennes, diplomate et homme d'État l'envoya en mission d'espionnage dans le Massachusetts. En 1777, il revient en France apporter son rapport. En raison des évènements aux États-Unis, Vergennes renonce à l'envoyer de nouveau en mission. Après l'indépendance des États-Unis, Michel Chartier de Lotbinière se rend compte qu'il ne reprend plus ses anciennes propriétés d'Amérique.
Lotbinière a passé les dix années suivantes en France. Avec le soutien de François Gaston de Lévis, maréchal de France, celui-ci rétablit sa réputation de génie militaire et auprès de la cour du roi Louis XVI. Il reçut la Grande Croix de l'Ordre de Saint-Louis, et fut nommé chevalier avec une pension de 600 livres, qui a été doublée en 1781.
En 1784 le roi Louis XVI créa le marquis de Lotbinière, en reconnaissance des sacrifices qu'il fit en s'alliant à la cause française en 1776.

### Retour en Amérique
En 1787, Lotbinière retourne en Amérique avec son fils adultérin Alain Chartier d'Alainville et débarque à New York pour tenter encore de récupérer ses biens fonciers, sans résultat. Mais, avec le déclenchement de la Révolution française, il perd tous ses moyens et doit envisager de retourner dans sa famille, ce qu'il fait en 1790 lorsque son fils Michel-Eustache-Gaspard-Alain le ramène à Montréal avec Alain Chartier d'Alainville.
Comme il décide de donner à Alain le domaine Beauharnois, une portion de la seigneurie de Villechauve, il se retrouve en conflit avec sa famille ce qui entraîne une séparation de corps et de bien avec son épouse. Chartier de Lotbinière, qui s'était séparé des autres seigneurs par la position courageuse qu'il avait prises contre le gouverneur Guy Carleton, finit ses jours seul à New York.
Il est mort de la fièvre jaune en octobre 1798, à l'âge de 75 ans.

### Archives
- Le fonds d'archives de Michel Chartier de Lotbinière est conservé au centre d'archives de Québec de Bibliothèque et Archives nationales du Québec, Fonds Michel Chartier de Lotbinière (P163) - Bibliothèque et Archives nationales du Québec (BAnQ) et au Centre d'archives de Vaudreuil-Soulanges (Vaudreuil-Dorion) dans le fonds Henry de Lotbinière Harwood, P-06.